# Globisporangium
Globisporangium Uzuhashi, Tojo & Kakish. – rodzaj organizmów zaliczanych do lęgniowców.

## Charakterystyka
Globisporangium i Pythium to dwa siostrzane rodzaje lęgniowców chorobotwórczych dla roślin. Są szeroko rozprzestrzenione i powodują choroby wielu roślin uprawnych. Ze względu na podobieństwo i wewnątrzgatunkową zmienność ich identyfikacja tylko na podstawie cech morfologicznych nie wystarczy. Konieczne jest uzupełnienie jej o metody biochemiczne i molekularne. Gatunki należące do obydwu rodzajów są polifagami i wyrządzają duże szkody, zwłaszcza w uprawach roślin ozdobnych. Są to organizmy glebowe, infekujące rośliny przez korzenie i dolną część pędu i często uśmiercające rośliny już na etapie siewek lub sadzonek.
Wśród roślin uprawianych w Polsce Globisporangium powoduje następujące choroby: czarna zgnilizna korzeni truskawki, zgorzel siewek, miękka zgnilizna korzeni i podstawy pędów ogórka, gnicie korzeni wielu roślin, zgorzel korzeni różanecznika, zgnilizna liści i korzeni traw, wodna przyranna zgnilizna bulw ziemniaka. W większości tych chorób patogenami są także gatunki rodzaju Pythium i inne.

## Systematyka i nazewnictwo
Pozycja w klasyfikacji według Index Fungorum: Globisporangium, Peronosporales, Peronosporidae, Peronosporea, Incertae sedis, Oomycota, Chromista.
W wyniku badań filogenetycznych do rodzaju Globisporangium zostało włączonych wiele gatunków wcześniej zaliczanych do rodzaju Pythium.
Gatunki występujące w Polsce:
- Globisporangium debaryanum (R. Hesse) Uzuhashi 2010
- Globisporangium irregulare (Buisman) Uzuhashi, Tojo & Kakish. 2010
- Globisporangium megalacanthum (de Bary) Uzuhashi, Tojo & Kakish. 2010
- Globisporangium rostratum (E.J. Butler) Uzuhashi, Tojo & Kakish. 2010
- Globisporangium splendens (Hans Braun) Uzuhashi, Tojo & Kakish. 2010
- Globisporangium ultimum (Trow) Uzuhashi, Tojo & Kakish. 2010

Nazwy naukowe na podstawie Index Fungorum. Wykaz gatunków według W. Mułenki i innych (jako Pythium).